# Chapsa niveocarpa
Chapsa niveocarpa är en lavart som beskrevs av Mangold. Chapsa niveocarpa ingår i släktet Chapsa och familjen Graphidaceae.   Inga underarter finns listade i Catalogue of Life.